# Język palajski
Język palajski – wymarły język z podrodziny anatolijskiej języków indoeuropejskich.